# Wygaszanie
Wygaszanie lub wygasanie potocznie rozumiane jako proces odwrotny do warunkowania jest w rzeczywistości procesem zastąpienia jednego odruchu warunkowego drugim, o tym samym charakterze. Proces wygaszania nie przebiega identycznie jak pierwotne warunkowanie i zależy od dotychczasowego doświadczenia zwierzęcia (przeprowadzanych wcześniej eksperymentów).
Załóżmy, że psa nauczono na dźwięk dzwonka podnosić przednią łapę, po czym podawano porcję jedzenia. Wystarczy zaprzestać podawania pokarmu, a zwierzę po początkowo licznych podnoszeniach łapy (tak jakby się upewniało, czy dobrze reakcję wykonało) zobojętnieje i na sygnał łapy już nie podniesie. Jest to wynik warunkowania negatywnego z zastosowaniem  wygaszania ostrego. W kolejnych sesjach, zwłaszcza na ich  początku, pies 1-2 razy podnosi łapę, sprawdzając, czy nie dostanie pokarmu, następnie (zależnie od możliwości) odwraca się i stara się zasnąć. W tym eksperymencie sygnał dzwonka staje się wtórnym (bo pierwotnie miał inne znaczenie) bodźcem negatywnym (hamulcowym) sygnalizującym brak jedzenia, czego wynikiem jest zobojętnienie psa (hamulcowa reakcja warunkowa). W powyższej sytuacji nawet dobrze wygaszony odruch po podaniu wzmocnienia wraca do pierwotnej postaci, bez konieczności ponownego stosowania  długiego warunkowania.
Wygaszanie chroniczne, w którym bodźce negatywne nie są stosowane jako jedyne, daje o wiele ciekawsze wyniki głównie przez możliwość porównywania właściwości procesów warunkowania i wygaszania. 
Najpierw przeprowadza się warunkowanie (np.) pokarmowe na dwa różne bodźce np. dzwonek i bulgotanie (oba zawsze wzmacniane) oraz  wprowadza jako nigdy niewzmacniane dwa kolejne sygnały np. dźwięk metronomu oraz gwizdek. Są to pierwotne pokarmowe bodźce hamulcowe, bowiem wcześniej ich nie stosowano, a eksperyment odbywa się w stanie napędu głodowego zwierzęcia. Po skończonym warunkowaniu badano ilość wydzielanej śliny w odpowiedzi na poszczególne bodźce występujące osobno oraz razem w różnych kombinacjach. Okazało się, że dzwonek, bulgotanie oraz dzwonek + bulgotanie powodują jednakowe i znaczne wydzielanie śliny. Metronom, gwizdek oraz metronom + gwizdek nie stymulowały wydzielania śliny, natomiast kombinacja bodźca wzmacnianego oraz niewzmacnianego wywoływały mniejsze wydzielanie śliny niż sam bodziec dodatni. Przy kombinacji bodziec negatywny + bodziec pozytywny psy często odmawiały przyjmowania pokarmu lub jadły go z mniejszą ochotą. Tak więc bodziec sygnalizujący „nic” ma w układzie nerwowym całkiem wymierne przełożenie na odruchy i zachowanie. Pierwotne znaczenie bodźca ma charakter dominujący, łatwo można je przywrócić, a przy przewarunkowaniu ma wpływ na uzyskane w eksperymencie wyniki.
Na odporność odruchu warunkowego na wygaszanie wpływają następujące czynniki:
- czas, który upłynął od ostatniej reakcji wzmocnionej,
- siła popędu leżącego u podłoża reakcji,
- wielkość poprzednich wzmocnień,
- to czy reakcja została wyuczona w młodszym wieku (takie są trwalsze),
- stopień utrwalenia wyuczonego odruchu,

Ponadto liczba powtórzeń potrzebnych do wygaszenia jest większa, gdy:
- wymagana reakcja jest mało wymagająca, prosta
- między próbami bez wzmocnień są duże odstępy czasu umożliwiające nawroty reakcji.

## Literatura
- Konorski J., Integracyjna działalność mózgu, Warszawa 1969